# 술레이만 할릴로비치
술레이만 할릴로비치(보스니아어: Sulejman Halilović, 1955년 11월 14일, SR 보스니아 헤르체고비나 오드자크)는 보스니아 헤르체고비나의 전 축구 선수로, 현역 시절 공격수로 활약했다.

## 클럽 경력
현역 시절, 그는 예딘스트보 오드자크, 디나모 빈코브치, 츠르베나 즈베즈다, 라피트 빈, 그리고 슬로가 도보이에서 활동했다.

## 국가대표팀 경력
그는 1983년 4월 23일에 프랑스와의 원정 친선경기에서 유고슬라비아 국가대표팀 첫 경기를 치렀다. 그는 총 12번의 경기에 출전해 1골을 기록했다. 그는 유로 1984에도 참가했다. 그의 마지막 출전 경기는 1984년 6월 16일, 덴마크와의 유로 1984 조별 리그 경기였다.